# Караськов, Александр Михайлович
Алекса́ндр Миха́йлович Карасько́в (род. 2 декабря 1958) — российский кардиохирург, академик РАН, доктор медицинских наук, профессор, заслуженный деятель науки РФ, практикующий сердечно-сосудистый хирург, с 1999 г. по 16 мая 2019 г. — директор ФГБУ «Национальный медицинский исследовательский центр имени академика Е. Н. Мешалкина» Минздрава России.

## Биография
Родился 2 декабря 1958 г. в совхозе «Красный Октябрь» Черлакского района Омской области. Детство провел в селе Здвинск Новосибирской области.
В 1983 г. после окончания лечебного факультета Новосибирского государственного медицинского университета А. М. Караськов начинает работать в Новосибирском научно-исследовательском институте патологии кровообращения имени академика Е. Н. Мешалкина. Совершенствуясь как практикующий кардиохирург и совмещая лечебную работу с активной научной деятельностью, Александр Михайлович прошел путь от младшего научного сотрудника до заместителя директора по научной работе (1998—1999). С 1999 по 2019 год А. М. Караськов являлся директором Центра.
В мае 2019 СМИ и сайт КПРФ сообщили о незадекларированном коттедже на участке, принадлежащем А. М. Караськову, после чего появилась информация о возможном отказе Караськова от мандата депутата заксобрания Новосибирской области. Караськов возглавлял список «Единой России» на выборах в региональный парламент 2015 года. В конце мая 2019 года Караськов сложил с себя полномочия депутата «Мой уход связан с тем, что я построил дом, который не внёс в декларацию о доходах. Я не подал это вовремя, подал постфактум, и можно это оспаривать, проводить расследования, но необходимости в этом нет. Тем более что в свете всех последних дел моя личность не будет большой потерей в Законодательном собрании».
3 июня 2019 года академик Караськов был задержан вместе с супругой Ириной Бойцовой, занимавшей пост заместителя директора центра по организационно-клинической работе. В конце 2019 года стало известно, что Караськов, его супруга и зам. директора Е. Покушалов возместили Минздраву РФ более 850 млн рублей.

## Научная и общественная деятельность
В 1996 г. Александр Михайлович защитил докторскую диссертацию «Результаты хирургического лечения врожденных пороков сердца в зависимости от метода обеспечения открытого сердца». А. М. Караськов разработал и внедрил ряд хирургических технологий в условиях искусственного кровообращения и бесперфузионной гипотермии. Ещё в 1996 г. на международной конференции, проводимой НЦССХ им. А. Н. Бакулева, всемирно известный кардиохирург Майкл Дебейки отметил оригинальность метода, изложенного в докладе Е. Н. Мешалкина, Е. Е. Литасовой и А. М. Караськова «Прогресс бесперфузионной гипотермической защиты и хирургия врожденных пороков сердца».
А. М. Караськов — сердечно-сосудистый хирург, выполняющий все виды вмешательств на сердце и сосудах, курирующий научные проблемы в области кардиохирургии и смежных дисциплинах. Исследования ученого посвящены фундаментальным и прикладным проблемам системы кровообращения. За годы хирургической практики Александр Михайлович провел более 7 тысяч операций на открытом сердце и магистральных сосудах.
Основные направления научной деятельности А. М. Караськова:
- приобретенные и врожденные пороки сердца;
- процедура Росса;
- ишемическая болезнь сердца;
- операции на аорте;
- трансплантация сердца;
- фибрилляция предсердий;
- сердечная недостаточность.

А. М. Караськов за годы хирургической практики выполнил наибольшее в мире число процедур Росса, при которых пораженный аортальный клапан заменяется собственным клапаном (аутотрансплантация) легочной артерии пациента (аутографтом). На начало 2018 г. в Национальном медицинском исследовательском центре имени академика Е. Н. Мешалкина проведено более 1200 операций Росса, из них около 1000 операций выполнил А. М. Караськов.
А. М. Караськов — автор более 500 научных работ по проблемам сердечно-сосудистой хирургии и анестезиологии. Ученый является членом ведущих мировых профессиональных сообществ: Международного хирургического общества, Европейской ассоциации кардиоторакальных хирургов, Европейского общества кардиоваскулярных хирургов. В 2005 г. избран член-корреспондентом РАМН по специальности «кардиохирургия», в декабре 2011 г. — действительным членом (академиком) РАМН. С 2013 г. после реорганизации государственных академий наук является действительным членом (академиком) Российской академии наук.

## Звания и награды
- Почетный золотой знак и диплом в номинации «За выдающийся вклад в развитие института» в связи с 50-летием ФГУ «ННИИПК» Росмедтехнологий (2007).
- Заслуженный деятель науки Российской Федерации (указ Президента РФ № 838 от 30.06.2007)[15].
- Премия и медаль имени академика Е. Н. Мешалкина за выдающийся вклад в развитие сердечно-сосудистой хирургии, разработку новых методов диагностики и лечения сердечно-сосудистой заболеваний (2008)
- Государственная премия Новосибирской области (2010)[16].
- Диплом Европейской научно-промышленной палаты (Diploma di Merito) и европейская медаль за выдающийся вклад в здравоохранение, высокий профессионализм и ответственное отношение к работе и обществу (2016).
- Орден Дружбы (2016).
- Государственная премия Российской Федерации за выдающиеся достижения в области науки и технологий (2016).